# 下江乡
下江乡，是中华人民共和国西藏自治区山南市曲松县下辖的一个乡镇级行政单位。

## 行政区划
下江乡下辖以下地区：
下江村、加娃村和增嘎村。